# ISO 10303
ISO 10303 és una norma ISO per a la representació interpretable per ordinador i l'intercanvi d'informació de fabricació de productes. És un format basat en ASCII.: 59 El seu títol oficial és: Automation systems and integration — Product data representation and exchange. Es coneix informalment com "STEP", que significa "Norma per a l'intercanvi de dades del model de producte". ISO 10303 pot representar objectes 3D en disseny assistit per ordinador (CAD) i informació relacionada.

## Visió general
L'objectiu de l'estàndard internacional és proporcionar un mecanisme que sigui capaç de descriure les dades del producte al llarg del cicle de vida d'un producte, independentment de qualsevol sistema en particular. La naturalesa d'aquesta descripció la fa apta no només per a l'intercanvi de fitxers neutral, sinó també com a base per implementar i compartir bases de dades de productes i arxivar.
STEP es pot utilitzar normalment per intercanviar dades entre CAD, fabricació assistida per ordinador, enginyeria assistida per ordinador, gestió de dades de producte / modelització de dades empresarials i altres sistemes CAx. STEP aborda dades de productes del disseny mecànic i elèctric, dimensionament geomètric i tolerància, anàlisi i fabricació, així com informació addicional específica de diverses indústries com ara l'automoció, aeroespacial, construcció d'edificis, vaixells, petroli i gas, plantes de procés i altres.
STEP és desenvolupat i mantingut pel comitè tècnic ISO TC 184, Sistemes d'automatització i integració, subcomitè SC 4, Dades industrials. Igual que altres estàndards ISO i IEC, STEP té drets d'autor d'ISO i no està disponible gratuïtament. Tanmateix, els esquemes 10303 EXPRESS estan disponibles gratuïtament, igual que les pràctiques recomanades per als implementadors.
Altres estàndards desenvolupats i mantinguts per ISO TC 184/SC 4 són:
- ISO 13584 PLIB - Biblioteca de peces
- MANDAT ISO 15531 - Dades de gestió de la fabricació industrial
- Plantes de procés ISO 15926 incloses les dades del cicle de vida de les instal·lacions de petroli i gas
- ISO 18629 PSL- Llenguatge d'especificació del procés
- ISO 18876 IIDEAS - Integració de dades industrials per a l'intercanvi, accés i compartició
- ISO 22745 Diccionaris tècnics oberts i la seva aplicació a les dades mestres
- Qualitat de les dades ISO 8000

STEP està estretament relacionat amb PLIB (ISO 13584, IEC 61360).

## Història
La base de STEP va ser l' Especificació d'intercanvi de dades de producte (PDES), que es va iniciar a mitjans de la dècada de 1980 i es va presentar a ISO el 1988. L'especificació d'intercanvi de dades de producte (PDES) va ser un esforç de definició de dades destinada a millorar la interoperabilitat entre les empreses de fabricació i, per tant, millorar la productivitat.
L'evolució de STEP es pot dividir en quatre fases de llançament. El desenvolupament de STEP va començar l'any 1984 com a successor d'IGES, SET i VDA-FS. El pla inicial era que "STEP es basaria en un model d'informació de producte únic, complet i independent de la implementació, que serà el registre mestre dels models integrats d'informació d'actualitat i d'aplicació". Però a causa de la complexitat, l'estàndard s'ha hagut de dividir en parts més petites que es poden desenvolupar, votar i aprovar per separat. El 1994/95 ISO va publicar el llançament inicial de STEP com a estàndards internacionals (IS) amb les parts 1, 11, 21, 31, 41, 42, 43, 44, 46, 101, AP 201 i AP 203. Avui en dia, el disseny 3D controlat per configuració AP 203 segueix sent una de les parts més importants de STEP i és compatible amb molts sistemes CAD per a la importació i exportació.
El desembre de 2014, ISO va publicar la primera edició d'un nou protocol d'aplicació important, AP 242 Managed model based 3d engineering, que combinava i substituïa els següents AP anteriors d'una manera compatible ascendent:
- AP 201, Dibuix explícit. Geometria de dibuix 2D senzill relacionada amb un producte. Ni associació, ni jerarquia assembleària.
- AP 202, Dibuix associatiu. Dibuix 2D/3D amb associació, però sense estructura de producte.
- AP 203, Dissenys 3D controlats per configuració de peces i conjunts mecànics.
- AP 204, Disseny mecànic amb representació de límits
- AP 214, Dades bàsiques per als processos de disseny mecànic d'automoció
- AP 242, enginyeria 3D basada en models gestionats

L'AP 242 es va crear combinant els dos protocols d'aplicació següents:
- AP 203, Dissenys 3D controlats per configuració de peces i conjunts mecànics (tal com els utilitza la indústria aeroespacial).
- AP 214, Dades bàsiques per als processos de disseny mecànic d'automoció (utilitzat per la indústria de l'automoció).